# Cheilotrichia gracilis
Cheilotrichia gracilis är en tvåvingeart som först beskrevs av de Meijere 1911.  Cheilotrichia gracilis ingår i släktet Cheilotrichia och familjen småharkrankar. Inga underarter finns listade i Catalogue of Life.